# Фијат 132
Фијат 132 (итал. Fiat 132) је аутомобил који је производила италијанска фабрика аутомобила Фијат. Производио се од 1972. до 1981. године.

## Историјат
Фијат 132 је први пут представљен 1972. године када мења модел 125. 132-ка је била класична троволуменска велика породична лимузина са четворо врата. Мотор му је био смештен напред, а погон је имао на задњим точковима. Није био много тражен попут претходника, иако му је дизајн неупоредиво савременији. Међутим, код нас је имао нешто запаженију улогу. Веома често је служио као службено возило многих руководиоца и директора државних предузећа, официра војске ЈНА и званичника партије. На нашем тржишту испоручиван је углавном у тамноплавој боји.
Први модели су били изложени критикама због лошег управљања, што је исправљено при првом редизајну 1974. године реконструкцијом предњег вешања, уз додатак стабилизатора. Тада добија и редизајниране прозоре, велика задња светла са светлима за вожњу уназад, као и ц-стуб. Мотори су остали исти, али ознаке нису, па тако основни модел 132 S постаје 132 LS, а опремљенији GLS. Највеће промене доживео је 1977. године када је урађен други редизајн. Уграђивано је много више пластике, као и масивнији браници, нова маска, лајсне на вратима, добија нове ретровизоре и фелне, а у унутрашњости потпуно нову инструмент таблу. Тада се појављује дволитарски бензински мотор од 114 КС, а касније и модификована верзија са Бошовим директним убризгавањем од 122 КС. Дизели се појављују 1978. године од 2.000 и 2.500 кубика, а могли су се препознати по избочини на поклопцу мотора. Након тих промена Фијат гаси модел 130 и тако 132 постаје водећи аутомобил у постави компаније.
Осим у Италији, Фијат 132 се склапао и у Шпанији као Сеат 132 од 1973. до 1982. године. У Пољској је модел склапао ФСО Полонез као Фијат 132п, међутим аутомобили су из матичних фабрика стизали готово склопљени, али су монтирани неки мањи делови као што су брисачи, акумулатори, точкови, логотип и слично. Исти случај је био и у Заставином погону у Загребу. Јужнокорејска компанија Кија је по лиценци склапала Фијат 132 од 1974. до 1979. године. 1981. године Фијат 132 је замењен са неуспешном аргентом, која је била званично наследник, а у стварности редизајн модела 132.

## Мотори
| Модел    | Запремина | Цилиндри | Снага          | Брзина   | Потрошња      | Година производње |
| Бензин   | Бензин    | Бензин   | Бензин         | Бензин   | Бензин        | Бензин            |
| -------- | --------- | -------- | -------------- | -------- | ------------- | ----------------- |
| 1.6      | 1592 cm³  | 4        | 72 kW / 98 КС  | 165 km/h | 10 l/100 km   | 1972–1976         |
| 1.6      | 1585 cm³  | 4        | 72 kW / 98 КС  | 165 km/h | 10 l/100 km   | 1976–1981         |
| 1.8      | 1756 cm³  | 4        | 83 kW / 113 КС | 170 km/h | 9,4 l/100 km  | 1972–1974         |
| 1.8      | 1756 cm³  | 4        | 79 kW / 107 КС | 170 km/h | 9,4 l/100 km  | 1974–1977         |
| 2.0      | 1995 cm³  | 4        | 84 kW / 114 КС | 170 km/h | 9,8 l/100 km  | 1977–1981         |
| 2.0 i.e. | 1995 cm³  | 4        | 90 kW / 122 КС | 175 km/h | 10,4 l/100 km | 1979–1981         |
| Дизел    |           |          |                |          |               |                   |
| 2.0      | 1995 cm³  | 4        | 45 kW / 61 КС  | 135 km/h | 8,5 l/100 km  | 1978–1981         |
| 2.5      | 2445 cm³  | 4        | 54 kW / 73 КС  | 145 km/h | 8,9 l/100 km  | 1978–1981         |